# Vita Thomae
La Vita Thomae è un'opera biografica realizzata tra il 1176 e il 1179 da Giovanni di Salisbury come introduzione per una raccolta di materiali su Thomas Becket di cui si stava occupando Alano di Lille.

## L'opera
La Vita Thomae, è una vera e propria compilazione, un’operetta breve e piuttosto scarna, probabilmente progettata in funzione di introduzione alla raccolta di lettere della corrispondenza di Thomas Becket voluta e curata da Alano di Lille dopo il martirio di questi. Composta molto probabilmente dopo la sua elezione a vescovo di Chartres nel 1176 e prima del concilio Laterano del 1179, viene definita dallo stesso autore come un breve riassunto a supplemento di tutte le altre opere che sono state scritte sulla vita di questo personaggio. Risulta essere un’opera piuttosto banale e poco interessante, e forse ciò è dettato anche dal fatto che non era molto interessato alla storiografia, e in più abbiamo una delle sue epistole che ricalca in parte il contenuto di quest’opera. Per quanto riguarda la figura di Becket, troviamo molto materiale in più nella seconda raccolta di epistole di Giovanni di Salisbury, che tuttavia non sono state incluse nel materiale raccolto più tardi da Alano, non sappiamo per quale motivo. 

## La tradizione manoscritta dell'opera
Di questa vita abbiamo conservati cinque manoscritti, di cui quattro a Londra e uno a Parigi:
- London, British Library, Additional 11506.
- London, British Library, Additional 10050.
- London, British Library, Cotton Claudius, B. II.
- London, British Library, Harleian, 2802.
- Paris, Biblioteca nazionale di Francia, Lat. 5320.

## Edizioni
- Materials for the History of Thomas Becket, Archibishop of Canterbury, ed. J. C. Robertson and J. B. Sheppard, London 1875-85, vol. 2, pp. 299-352.
- Giovanni di Salisbury, Anselmo e Becket, due vite, ed. Inos Biffi, Milano 1990, pp. 22-120 e pp. 151-212.
- Giovanni di Salisbury, Anselm and Becket. Two Canterbury Saints’ Lives, by John of Salisbury, trans. R. E. Pepin, Toronto 2009, pp. 17-71 e pp. 78-95.